# 격자 경로

길이 5, 보폭 (1, 1), (2, 0), (0, -1)의 격자 경로

조합론에서, 격자 경로(영어: lattice path)는 주어진 범위의 보폭을 유지하며 걸어 얻는 경로이다.

## 정의
길이 {\displaystyle n}, 보폭 {\displaystyle S\subseteq \mathbb {Z} ^{d}}의 격자 경로는 {\displaystyle v_{i}-v_{i-1}\in S} ({\displaystyle i=1,\dots ,n})를 만족시키는 점렬 {\displaystyle \{v^{(0)},v^{(1)},\dots ,v^{(n)}\}\subset \mathbb {Z} ^{d}}이다.:28

## 예

### 단위 벡터 보폭

격자를 따라 동쪽 또는 남쪽으로만 걸어 (0, 0)부터 (2, 3)까지 가는 경로의 수는 조합의 수(이항 계수) 과 같다. 다른 점도 이와 같은 수를 계산하여 그 점의 위치에 적으면 파스칼의 삼각형을 얻는다.

원점과 점 {\displaystyle v\in \mathbb {Z} ^{d}} 사이, 단위 벡터들 {\displaystyle \{e^{(1)},\dots ,e^{(d)}\}}를 보폭으로 하는 격자 경로의 수는 다항 계수
{\displaystyle {\binom {v_{1}+\cdots +v_{d}}{v_{1},\dots ,v_{n}}}={\frac {(v_{1}+\cdots v_{d})!}{v_{1}!\cdots v_{d}!}}}
이다.:28 특히, 원점과 점 {\displaystyle (a,b)\in \mathbb {Z} ^{2}} 사이, {\displaystyle \{(1,0),(0,1)\}}을 보폭으로 하는 격자 경로의 수는 이항 계수
{\displaystyle {\binom {a+b}{a}}={\frac {(a+b)!}{a!b!}}}
이다.

### 다이크 경로
다이크 경로(영어: Dyck path)는 원점과 점 {\displaystyle (0,2n)} 사이, {\displaystyle \{(1,1),(1,-1)\}}을 보폭으로 하는 격자 경로로 간주하거나, 원점과 점 {\displaystyle (n,n)} 사이의 단위 벡터 보폭의 격자 경로 가운데, 대각선 {\displaystyle y=x} 위를 지나지 않는 경우로 간주할 수 있다. 다이크 경로의 수는 카탈랑 수
{\displaystyle C_{n}={\frac {1}{n+1}}{\binom {2n}{n}}={\frac {(2n)!}{(n+1)!n!}}}
이다.

## 같이 보기
- 한붓그리기
- 모츠킨 수